# Logobitombo
Singles de Moussier Tombola
Pompelup
(2012)
Logobitombo est une chanson de logobi de Moussier Tombola sorti le 13 juin 2011 sous le label XKS ; elle se classe dans le top 5 en France et en Belgique (Wallonie).

## Liste des pistes
Promo - Digital
1. Logobitombo (Corde à sauter) 3:11

Fin 2012 il a sorti sous le pseudo "Lil Tombola", Logobitombo remix spécial fin d'année.
Il existe aussi un remix enregistré avec Mokobé.

### Classement par pays
| Classement (2011-2012)                  | Meilleure position |
| --------------------------------------- | ------------------ |
| Belgique (Flandre Ultratop 50 Singles)  | 57                 |
| Belgique (Wallonie Ultratop 50 Singles) | 3                  |
| France (SNEP)                           | 5                  |